# Jehoram
Segons la Bíblia, Jehoram o Joram (en hebreu, יורם בן-אחאב Yehoram ben Ahazyahu) va ser el novè rei del Regne d'Israel després de la seva divisió. No s'ha de confondre amb Jehoram del Regne de Judà, que estava casat amb la germana d'aquest Jehoram d'Israel, Atalia. Jehoram d'Israel va governar 12 anys, entre 852 aC i el 841 aC, segons la cronologia tradicional, o entre 917 aC i el 905 aC segons la cronologia bíblica. Jehoram d'Israel era fill d'Acab i Jezabel, per tant, germà d'Ahazià, el seu predecessor.
El rei Josafat de Judà i el rei d'Edom es van unir a Jehoram en un atac contra Moab, en què amb l'ajuda d'Eliseu, profeta successor d'Elies, hi van sortir victoriosos. Per altra banda, els sirians van atacar diverses vegades Israel, però Jehoram va poder defensar-se sempre.
Ara bé, passat un temps i poc després de recuperar-se de les ferides rebudes en una batalla contra els sirians, va sortir per trobar-se amb Jehú, un dels seus comandants militars que havia sigut escollit pel profeta Eliseu per governar, i li va preguntar: "¿Hi ha pau, Jehú?". Com que va rebre una resposta negativa, va girar cua per fugir, però Jehú va disparar una fletxa que li va travessar el cor. Així va ser executat, i el seu cos va ser llançat al camp de Nabot. Jehú seria el següent rei i donaria pas a una nova dinastia.